# Capoeta ekmekciae
Capoeta ekmekciae är en fiskart som beskrevs av Turan, Kottelat, Kirankaya och Engin 2006. Capoeta ekmekciae ingår i släktet Capoeta och familjen karpfiskar. Inga underarter finns listade.